# 靜岡鐵道
靜岡鐵道株式會社（日语：／ Shizuoka Tetsudō），也被稱為靜鐵，是日本靜岡縣的一條私營鐵路，由東急電鐵控股。除鐵路業務外，靜岡鐵路公司還擁有大型公共汽車和出租車服務、百貨公司、超市、建築公司和房地產控股公司。

## 歷史
2018年12月6日，靜鐵集團宣布，為紀念該集團在2019年迎來創業100周年，因此於2019年5月1日改為使用新的集團標誌。

## 鐵道事業

### 現有路線

路線圖

- 靜岡清水線（新靜岡 - 新清水間）

### 廢止路線
- 靜岡市内線（靜岡站前 - 新靜岡 - 安西間）
- 清水市内線（港橋 - 新清水 - 横砂間）
- 駿遠線（駿河岡部 - 新藤枝 - 袋井間）
- 秋葉線（新袋井 - 遠州森町間、可睡口 - 可睡間）

### 未開業路線
- 三保線
- 靜岡大井川線

## 索道事業
- 日本平索道

## 公車事業
2024年3月29日，靜鐵旗下的子公司靜鐵Justline向國土交通省中部運輸局申請調漲公車票價，並於9月4日獲得核准，為該公司時隔27年再度調漲票價；此次價的平均漲幅為16.8%，並於同年的10月1日實施。

## 車輛

### 現役車輛
- 靜岡鐵道A3000型電聯車 - 2016年，靜岡鐵道開始逐步引進新型電車靜鐵A300型電聯車，並於2024年3月23日進行最後一輛A3012號電車的發車典禮[9][10][11][12][13]。

### 退役車輛
- 靜岡鐵道1000型電聯車（日语：静岡鉄道1000形電車）- 2024年6月30日，最後一輛靜鐵1000型電聯車1008號在當日舉行最後一次運轉後正式退役，結束該型電車長達51年的服務[14][15][16][17][18]。

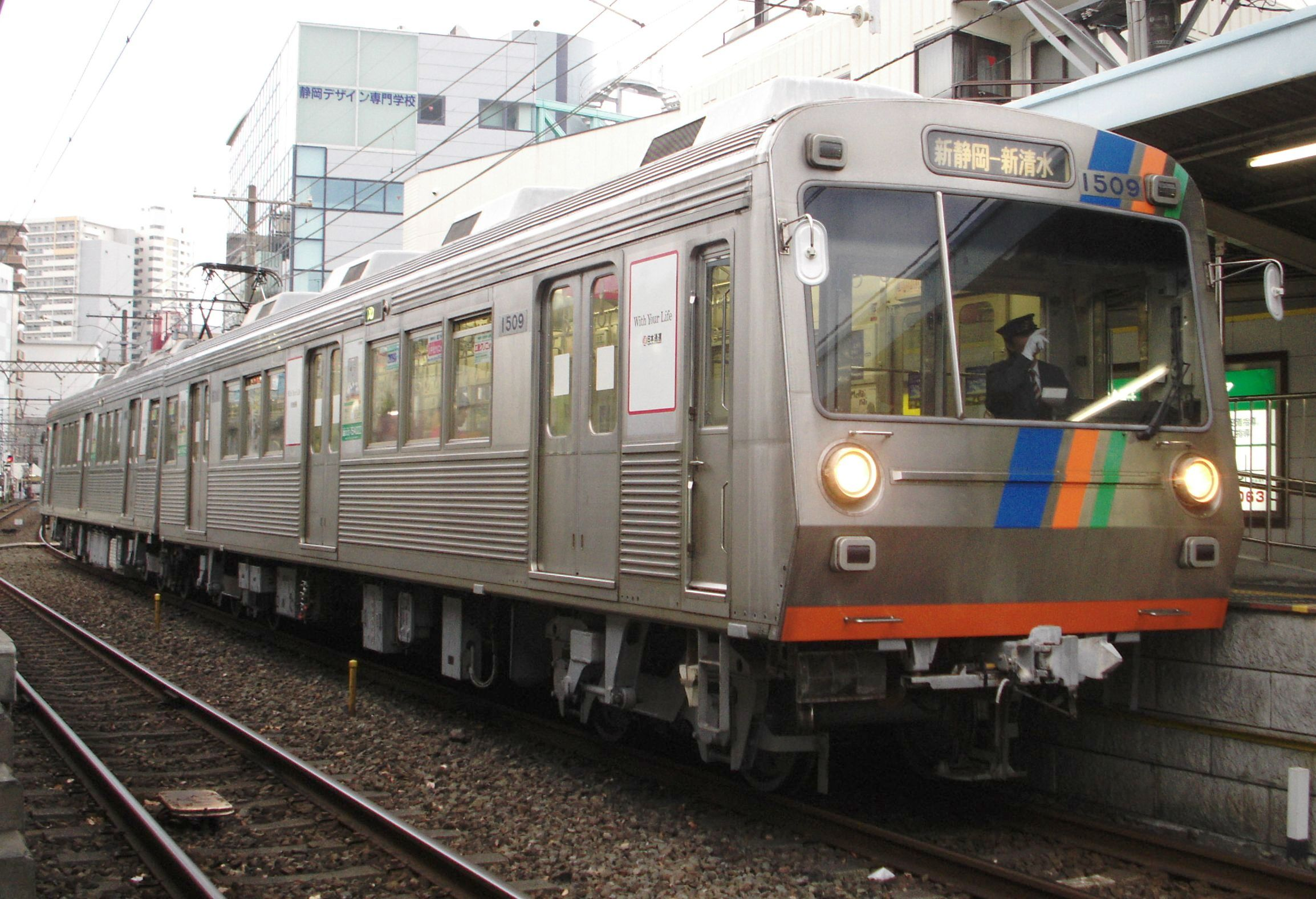
1000型
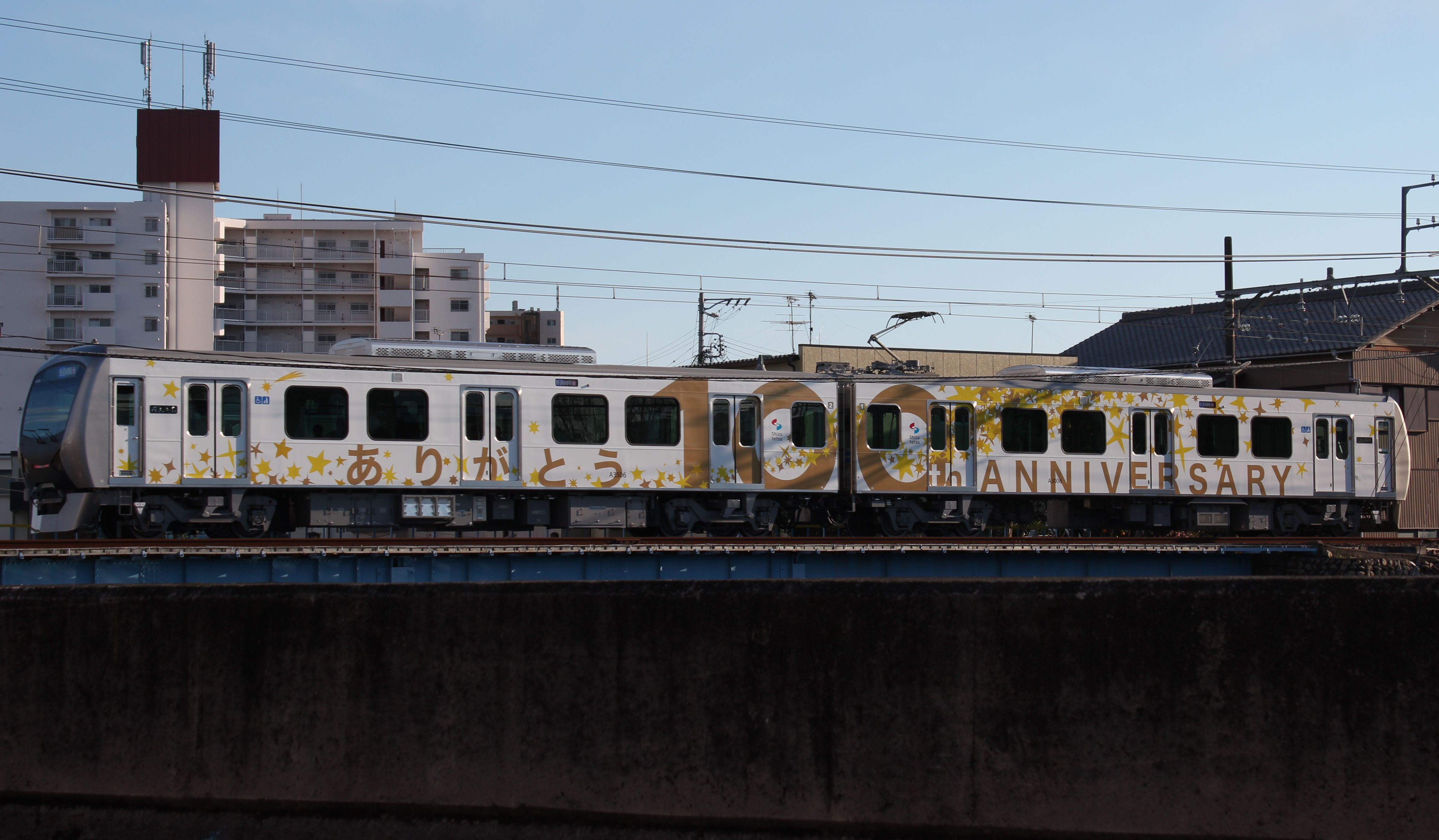
A3000型